# Anii 1350
Secole: Secolul al XIII-lea - Secolul al XIV-lea - Secolul al XV-lea
Decenii: Anii 1300 Anii 1310 Anii 1320 Anii 1330 Anii 1340 - Anii 1350 - Anii 1360 Anii 1370 Anii 1380 Anii 1390 Anii 1400
Ani: 1350 | 1351 | 1352 | 1353 | 1354 | 1355 | 1356 | 1357 | 1358 | 1359